# 明尼伊斯卡 (明尼蘇達州)
明尼伊斯卡（英語：Minneiska）是一個位於美國明尼蘇達州瓦巴沙縣及威諾納縣的城市。

## 歷史
明尼伊斯卡於1854年成立，得名自「白色的水」的達科他語。明尼伊斯卡的郵局於1856年成立，其後於1985年停運。

## 人口
根據2020年美國人口普查的數據，明尼伊斯卡的面積為2.550平方千米，當中陸地面積為1.333平方千米，而水域面積為1.217平方千米。當地共有人口97人，而人口密度為每平方千米38人。